# The Back Room
| Совокупная оценка   | Совокупная оценка |
| Источник            | Оценка            |
| ------------------- | ----------------- |
| Metacritic          | 76/100            |
| Оценки критиков     |                   |
| Источник            | Оценка            |
| AllMusic            | [ 2 ]             |
| The Guardian        | [ 3 ]             |
| New Musical Express | [ 4 ]             |

The Back Room (в пер. с англ. Задняя комната) — дебютный студийный альбом британской группы Editors, представленный 25 июля 2005 года. Альбом дебютировал на 13 позиции в британском чарте, поднявшивсь до 2 позиции в январе 2006 года. Продюсером альбома выступил Джим Аббис; пластинка была издана на лейбле Kitchenware в Великобритании, PIAS Recordings — в Европе и Fader Label — в США. Альбом получил номинацию на Mercury Prize в 2006 году.

## Обзор
Editors получили всеобщее одобрение от критиков за свою дебютную пластинку. На сайте Metacritic альбом получил 76 из 100 возможных баллов на основе 23 обзоров. Кроме обычной версии, в Великобритании было представлено лимитированное двухдисковое издание, на втором диске с названием Cuttings группа представила неиспользованные записи с сессий, а также В-сайды. В Нидерландах и Германии группа также переиздала альбом в качестве специального ограниченного издания, в которое вошло 50-минутное выступление группы в культурном центре Амстердама Paradiso, записанное 30 января 2006 года.

## Список композиций
| №   | Название                   | Длительность |
| --- | -------------------------- | ------------ |
| 1.  | «Lights»                   | 2:31         |
| 2.  | «Munich»                   | 3:46         |
| 3.  | «Blood»                    | 3:29         |
| 4.  | «Fall»                     | 5:06         |
| 5.  | «All Sparks»               | 3:33         |
| 6.  | «Camera»                   | 5:02         |
| 7.  | «Fingers in the Factories» | 4:14         |
| 8.  | «Bullets»                  | 3:09         |
| 9.  | «Someone Says»             | 3:13         |
| 10. | «Open Your Arms»           | 6:00         |
| 11. | «Distance»                 | 3:38         |

| №   | Название       | Длительность |
| --- | -------------- | ------------ |
| 12. | «French Disko» | 2:25         |

| №  | Название                            | Длительность |
| -- | ----------------------------------- | ------------ |
| 1. | «Let Your Good Heart Lead You Home» | 4:38         |
| 2. | «You Are Fading»                    | 4:30         |
| 3. | «Crawl Down the Wall»               | 3:34         |
| 4. | «Colours»                           | 3:51         |
| 5. | «Release»                           | 5:44         |
| 6. | «Forest Fire»                       | 3:00         |

| №   | Название                     | Длительность |
| --- | ---------------------------- | ------------ |
| 1.  | «Lights»                     |              |
| 2.  | «Blood»                      |              |
| 3.  | «All Sparks»                 |              |
| 4.  | «Fall»                       |              |
| 5.  | «Bullets»                    |              |
| 6.  | «Find Yourself a Safe Place» |              |
| 7.  | «Camera»                     |              |
| 8.  | «You Are Fading»             |              |
| 9.  | «Munich»                     |              |
| 10. | «Open Your Arms»             |              |
| 11. | «Fingers in the Factories»   |              |

## Позиции в чартах
| Чарт                             | Самая высокая позиция | Продажи    | Сертификация |
| -------------------------------- | --------------------- | ---------- | ------------ |
| Великобритания                   | 2                     | 555,588    | Платиновый   |
| Бельгия                          | 53                    | 15 000+    | Золотой      |
| Франция                          | 107                   | —          | —            |
| Ирландия                         | 23                    | 7 500+     | Золотой      |
| Нидерланды                       | 30                    | —          | —            |
| США Top Heatseekers              | 14                    | —          | —            |
| United States Independent Albums | 21                    | —          | —            |
| Мир                              | —                     | 1 000 000+ | —            |